# Exoristobia
Exoristobia is een geslacht van vliesvleugeligen uit de familie Encyrtidae. De wetenschappelijke naam van dit geslacht is voor het eerst geldig gepubliceerd in 1904 door Ashmead.

## Soorten
Het geslacht Exoristobia omvat de volgende soorten:
- Exoristobia columbi (Girault, 1923)
- Exoristobia dipterae (Risbec, 1951)
- Exoristobia funeralis (Girault, 1915)
- Exoristobia klinoclavata Xu, 2000
- Exoristobia macrocerus (Masi, 1917)
- Exoristobia nikolskayae Sharkov, 1988
- Exoristobia philippinensis Ashmead, 1904
- Exoristobia pleuralis (Ashmead, 1893)
- Exoristobia ugandensis Subba Rao, 1970